# Ralana
Fadia Dirawi (Beirut, 28 de diciembre de 1975), más conocida por su nombre artístico Ralana, es una cantante, compositora, productora discográfica y DJ sueca actualmente residente en Dubái. Dirawi también es CEO y fundadora de Xlency Records.
Comenzó su carrera musical cantando en árabe y música mediterránea, pero en 2014 se expandió con el sencillo "Struck By Lightning". Un año más tarde, fue #1 en el  EDM de ReverbNation, con el sencillo "Money Talks", distribuido por el sello holandés Spinnin' Records. En 2015 también se asoció con Zo Baren y grabaron "Toi et Moi", que se lanzó en Oriente Medio y Norte de África. Su más reciente sencillo "When The Sun", lanzado el 8 de junio de 2018, alcanzó el #2 en las listas  EDM de Estocolmo.

## Biografía
Ralana nació el 28 de diciembre de 1975, en Beirut, de padres palestinos que emigraron en la década de 1980 a Suecia, donde ella creció. Ralana estudió Comercio y Administración en Värnhemsskolan en Malmö. Como niña soñaba con ser artista.

## Carrera
Al terminar sus estudios, comenzó una carrera en la televisión sueca, antes de decidir perseguir una carrera musical. En 2005 lanzó su primer sencillo, llamado "Taqleaa", la canción fue publicada en Kelma, una colección egipcia de la disquera "Kelma Musical Production".
En 2007, lanzó su álbum debut, llamado "Meen Kal". Un vídeo musical para la canción "Ma Testahilneesh" fue lanzado para promocionar el álbum y fue transmitido en el canal de música Mazzika Alam El Phan. "Meen Kal", fue distribuida por ARM Records. 
En 2010, lanzó un nuevo sencillo llamado "Zalan Menny". Este alcanzó el éxito comercial en el mundo árabe, llevándola a participar en programas de televisión, revistas, periódicos y una película. En 2014, comenzó una carrera internacional, más centrada en la música electrónica. En el mismo año, lanzó su primer sencillo "Struck by Lightning".
En el año siguiente, lanzó la canción "Toi et moi", una asociación con el músico argelino ZO Baren. El tema fue lanzado en Oriente Medio y el Norte de África, y promocionado en radios comerciales de varios territorios, incluyendo París, Dubái y Beirut. "Toi et moi" fue seguido por el sencillo en solitario "Money talks", producido por SkyeLab Music Group. El sencillo encabezó el EDM ReverbNation en Suecia y también a nivel mundial. Debido a su éxito, fue elegido para su distribución por el sello discográfico holandés Spinnin' Records.
El 8 de junio de 2018, lanzó su nuevo sencillo "When The Sun". La canción alcanzó el #2 en la EDM de Estocolmo.

## Vida personal
Ralana es también conocida por su apodo, Lana. Muchos periodistas, amigos e incluso su familia la llaman de esa forma. Debido a sus linaje multiétnico, puede hablar árabe, inglés y sueco con fluidez. Ralana tiene un hermano gemelo.